# Liste der Stolpersteine in Hamburg-St. Pauli
Die Liste der Stolpersteine in Hamburg-St. Pauli enthält alle Stolpersteine, die im Rahmen des gleichnamigen Kunst-Projekts von Gunter Demnig in Hamburg-St. Pauli verlegt wurden. Mit ihnen soll Opfern des Nationalsozialismus gedacht werden, die in Hamburg-St. Pauli lebten und wirkten.
Diese Seite ist Teil der Liste der Stolpersteine in Hamburg, da diese mit insgesamt 7227 (Stand: Juli 2025) Steinen zu groß würde und deshalb je Stadtteil, in dem Steine verlegt wurden, eine eigene Seite angelegt wurde.
| Adresse                                      | Person(en)                             | Inschrift | Bilder | Anmerkung                                                                                            |
| -------------------------------------------- | -------------------------------------- | --- | ------ | --- |
| Annenstraße 4 ·                              | Walter Sammet                          | Hier wohnte Walter Sammet Jg. 1907 verhaftet 1937 'Frontbewährung' tot 27.11.1944                                                                                                |        | Eintrag auf stolpersteine-hamburg.de                                                                 |
| Annenstraße 9 ·                              | Max Mendel                             | Hier wohnte Dr. Max Mendel Jg. 1864 deportiert ermordet am 25.2.1942 in Theresienstadt                                                                                           |        | Eintrag auf stolpersteine-hamburg.de                                                                 |
| Annenstraße 9 ·                              | Therese Mendel geb. Isenthal           | Hier wohnte Therese Mendel geb. Isenthal Jg. 1871 deportiert 1942 Theresienstadt ermordet 16.11.1942                                                                             |        | Eintrag auf stolpersteine-hamburg.de                                                                 |
| Annenstraße 16 ·                             | Walter Freund                          | Hier wohnte Walter Freund Jg. 1907 verhaftet Mai 1936 Gefängnis Altona 1938 Gefängnis Oslebshausen KZ Sachsenhausen ermordet 28.12.1939                                          |        | Eintrag auf stolpersteine-hamburg.de                                                                 |
| Annenstraße 17 ·                             | Ursula Grabbe                          | Hier wohnte Ursula Grabbe Jg. 1939 eingewiesen 1943 Alsterdorfer Anstalten 'verlegt' 16.8.1943 Am Spiegelgrund 'Kinderfachabteilung' ermordet 30.9.1944                          |        | Eintrag auf stolpersteine-hamburg.de                                                                 |
| Annenstraße 21 ·                             | Liba Kachenrajck geb. Diamant          | Hier wohnte Liba Kachenrajck geb. Diamant Jg. 1911 deportiert 1941 Łodz/Litzmannstadt ermordet                                                                                   |        | Eintrag auf stolpersteine-hamburg.de                                                                 |
| Annenstraße 21 ·                             | Scheindel Kachenrajck                  | Hier wohnte Scheindel Kachenrajck Jg. 1940 deportiert 1941 Łodz/Litzmannstadt ermordet                                                                                           |        | Eintrag auf stolpersteine-hamburg.de                                                                 |
| Annenstraße 21 ·                             | Slama Majlech Kachenrajck              | Hier wohnte Slama Majlech Kachenrajck Jg. 1895 ‚Schutzhaft‘ 1938 Gefängnis Fuhlsbüttel deportiert 1941 Łodz/Litzmannstadt ermordet 9.6.1942                                      |        | Eintrag auf stolpersteine-hamburg.de                                                                 |
| Balduinstraße, Parkplatz der Schule ·        | Walther Nickels                        | Hier wohnte Walther Nickels Jg. 1910 verhaftet 1936 1939 KZ Fuhlsbüttel 1942 Emslandlager ermordet 7.3.1943 KZ Neuengamme                                                        |        | Eintrag auf stolpersteine-hamburg.de                                                                 |
| Beim Grünen Jäger 2 ·                        | Sophie Bergundthal                     | Hier wohnte Sophie Bergundthal geb. Hartig Jg. 1888 gedemütigt/entrechtet Flucht in den Tod 11.3.1939                                                                            |        | Eintrag auf stolpersteine-hamburg.de                                                                 |
| Bernhard-Nocht-Straße 11 ·                   | Hermann Frehse                         | Hier wohnte Hermann Frehse Jg. 1896 verhaftet 1933 Polizeigefängnis Hütten tot                                                                                                   |        | Eintrag auf stolpersteine-hamburg.de Ein weiterer Stolperstein befindet sich in Hamburg-Neustadt.    |
| Bernhard-Nocht-Straße 74 ·                   | Hans Völker                            | Hier wohnte Dr. Hans Völker Jg. 1898 entrechtet/gedemütigt Flucht in den Tod 7.11.1938                                                                                           |        | Eintrag auf stolpersteine-hamburg.de                                                                 |
| Bleicherstraße 13 ·                          | Margitta Lepthien geb. Weinert         | Hier wohnte Margitta Lepthien geb. Weinert verw. Baechle Jg. 1913 verhaftet 27.5.1936 'Hochverrat' KZ Fuhlsbüttel entlassen 2.6.1938                                             |        | Eintrag auf stolpersteine-hamburg.de                                                                 |
| Bleicherstraße 13 ·                          | Max Lepthien                           | Hier wohnte Max Lepthien Jg. 1913 verhaftet 12.3.1936 'Hochverrat' Gefängnis Glasmoor entlassen 13.3.1937                                                                        |        | Eintrag auf stolpersteine-hamburg.de                                                                 |
| Bleicherstraße 19 ·                          | Wilhelm Oefele                         | Hier wohnte Wilhelm Oefele Jg. 1910 mehrmals verhaftet 1941 KZ Fuhlsbüttel 1943 Neuengamme tot an Haftfolgen                                                                     |        | Eintrag auf stolpersteine-hamburg.de                                                                 |
| Bleicherstraße 46 ·                          | Julius Schultz                         | Hier wohnte Julius Schultz Jg. 1912 verhaftet 1936 KZ Fuhlsbüttel Emslandlager ermordet 6.11.1942 Neuengamme                                                                     |        | Eintrag auf stolpersteine-hamburg.de                                                                 |
| Bleicherstraße 74 ·                          | Emma Erna Cohn geb. Jacob              | Hier wohnte Emma Erna Cohn geb. Jacob Jg. 1916 deportiert 1941 Łodz 1942 Chelmno ermordet                                                                                        |        | Eintrag auf stolpersteine-hamburg.de                                                                 |
| Bleicherstraße 74 ·                          | Fritz Cohn                             | Hier wohnte Fritz Cohn Jg. 1910 deportiert 1941 Łodz 1942 Chelmno ermordet |        | Eintrag auf stolpersteine-hamburg.de                                                                 |
| Bleicherstraße 74 ·                          | Wolfgang Cohn                          | Hier wohnte Wolfgang Cohn Jg. 1936 deportiert 1941 Łodz 1942 Chelmno ermordet |        | Eintrag auf stolpersteine-hamburg.de                                                                 |
| Clemens-Schultz-Straße 43–45 ·               | Adolf Theodor Meyer                    | Hier wohnte Adolf Theodor Meyer Jg. 1891 eingewiesen 1935 Heilanstalt Langenhorn 'verlegt' 1940 Landes-Pflegeanstalt Brandenburg ermordet 2.2.1941                               |        | Eintrag auf stolpersteine-hamburg.de                                                                 |
| Clemens-Schultz-Straße 84 ·                  | Frieda Hirsch geb. Heymann             | Hier wohnte Frieda Hirsch geb. Heymann Jg. 1874 deportiert 1942 Theresienstadt ermordet 4.9.1943                                                                                 |        | Eintrag auf stolpersteine-hamburg.de                                                                 |
| Clemens-Schultz-Straße 84 ·                  | Walter Joachim Hirsch                  | Hier wohnte Walter Joachim Hirsch Jg. 1900 verhaftet 1943 Fuhlsbüttel ermordet 2.10.1943 Neuengamme                                                                              |        | Eintrag auf stolpersteine-hamburg.de                                                                 |
| Clemens-Schultz-Straße 84 ·                  | Wolf Harry Hirsch                      | Hier wohnte Wolf Harry Hirsch Jg. 1866 deportiert 1942 Theresienstadt ermordet 26.12.1943                                                                                        |        | Eintrag auf stolpersteine-hamburg.de                                                                 |
| Clemens-Schultz-Straße 84 ·                  | Elvira Rose geb. Hirsch                | Hier wohnte Elvira Rose geb. Hirsch Jg. 1898 deportiert 1941 ermordet in Minsk                                                                                                   |        | Eintrag auf stolpersteine-hamburg.de                                                                 |
| Erichstraße 8 ·                              | Clara Mohr                             | Hier wohnte Clara Mohr Jg. 1912 eingewiesen 1932 Heilanstalt Langenhorn 1934/35 Versorgungsheime Oberaltenallee/Farmsen 'verlegt' 9.5.1944 Meseritz-Obrawalde ermordet 26.7.1944 |        | Eintrag auf stolpersteine-hamburg.de                                                                 |
| Erichstraße 18 ·                             | Hans August Neick                      | Hier wohnte Hans August Neick Jg. 1903 verhaftet 1933 KZ Fuhlsbüttel ermordet 19.7.1933                                                                                          |        | Eintrag auf stolpersteine-hamburg.de                                                                 |
| Erichstraße 41 ·                             | Heinrich Suhren                        | Hier wohnte Heinrich Suhren Jg. 1913 verhaftet 1937/38 KZ Fuhlsbüttel Flucht in den Tod 19.9.1939                                                                                |        | Eintrag auf stolpersteine-hamburg.de                                                                 |
| Feldstraße 38 ·                              | Wilhelm Polak                          | Hier wohnte Wilhelm Polak Jg. 1872 gedemütigt/entrechtet Flucht in den Tod 14. Juli 1942                                                                                         |        | Eintrag auf stolpersteine-hamburg.de                                                                 |
| Feldstraße 46 ·                              | Helene Lieber geb. Müller              | Hier wohnte Helene Lieber geb. Müller Jg. 1898 gedemütigt/entrechtet Flucht in den Tod 11. Juli 1942                                                                             |        | Eintrag auf stolpersteine-hamburg.de                                                                 |
| Feldstraße 46 ·                              | Frida Müller geb. Neie                 | Hier wohnte Frida Müller geb. Neie Jg. 1879 ausgegrenzt/drangsaliert Flucht in den Tod 11. Juli 1942                                                                             |        | Eintrag auf stolpersteine-hamburg.de                                                                 |
| Feldstraße 46 ·                              | Simon Müller                           | Hier wohnte Simon Müller Jg. 1865 gedemütigt/entrechtet Flucht in den Tod 19. Jan. 1944                                                                                          |        | Eintrag auf stolpersteine-hamburg.de                                                                 |
| Gerhardstraße 18 ·                           | Wilhelm Tüxen                          | Hier wohnte Wilhelm Tüxen Jg. 1895 verhaftet 1936 und 39 KZ Fuhlsbüttel ermordet 23.5.1942 Dachau                                                                                |        | Eintrag auf stolpersteine-hamburg.de                                                                 |
| Gilbertstraße 24 ·                           | Hans Hirschberg                        | Hier wohnte Hans Hirschberg Jg. 1912 mehrmals verhaftet zuletzt 1938 KZ Fuhlsbüttel eingewiesen 1938 Heilanstalt Langenhorn 'Frontbewährung' tot 28.12.1943                      |        | Eintrag auf stolpersteine-hamburg.de                                                                 |
| Glashüttenstraße 19 ·                        | Bertha Behr                            | Hier wohnte Bertha Behr Jg. 1870 deportiert 1943 Theresienstadt ermordet 12.4.1943                                                                                               |        | Eintrag auf stolpersteine-hamburg.de                                                                 |
| Glashüttenstraße 36 ·                        | Sophie Cohn geb. Koppel                | Hier wohnte Sophie Cohn geb. Koppel Jg. 1891 deportiert 1942 Theresienstadt 1944 Auschwitz ermordet                                                                              |        | Eintrag auf stolpersteine-hamburg.de                                                                 |
| Glashüttenstraße 88 ·                        | Helmuth Sander                         | Hier wohnte Helmuth Sander Jg. 1911 verhaftet 1937 KZ Neuengamme ermordet 16.3.1944                                                                                              |        | Eintrag auf stolpersteine-hamburg.de                                                                 |
| Glashüttenstraße 110 ·                       | Fanny Freundlich                       | Hier wohnte Fanny Freundlich Jg. 1898 deportiert 1941 Łodz Schicksal unbekannt                                                                                                   |        | Eintrag auf stolpersteine-hamburg.de                                                                 |
| Glashüttenstraße 110 ·                       | Johanna Freundlich geb. Baumgarten     | Hier wohnte Johanna Freundlich geb. Baumgarten Jg. 1874 deportiert 1941 ermordet in Minsk                                                                                        |        | Eintrag auf stolpersteine-hamburg.de                                                                 |
| Glashüttenstraße 110 ·                       | Louise Freundlich                      | Hier wohnte Louise Freundlich Jg. 1904 deportiert 1941 ermordet in Minsk |        | Eintrag auf stolpersteine-hamburg.de                                                                 |
| Grabenstraße ·                               | Ferdinand Krüger                       | Hier wohnte Ferdinand Krüger Jg. 1917 verhaftet 1937 KZ Fuhlsbüttel Flucht in den Tod 20.9.1941                                                                                  |        | Eintrag auf stolpersteine-hamburg.de                                                                 |
| Grabenstraße 6–8 ·                           | Elfriede Waller                        | Hier wohnte Elfriede Waller Jg. 1891 deportiert 1941 Łodz/Litzmannstadt 1942 Chelmno/Kulmhof ermordet                                                                            |        | Eintrag auf stolpersteine-hamburg.de                                                                 |
| Grabenstraße 10 ·                            | Berta Werbunat geb. Wiese              | Hier wohnte Berta Werbunat geb. Wiese Jg. 1891 eingewiesen 1934 Heilanstalt Langenhorn 'verlegt' 16.8.1943 Am Steinhof/Wien ermordet 21.8.1944                                   |        | Eintrag auf stolpersteine-hamburg.de                                                                 |
| Große Freiheit 92 ·                          | Erich Küter                            | Hier wohnte Erich Küter Jg. 1908 verhaftet 31.3.1939 KZ Sachsenhausen ermordet 4.12.1941                                                                                         |        | Eintrag auf stolpersteine-hamburg.de (vorheriger Stein)                                              |
| Hamburger Berg 14 ·                          | Hermann Hatt                           | Hier wohnte Hermann Hatt Jg. 1885 verhaftet 1937 KZ Fuhlsbüttel tot 30.11.1938                                                                                                   |        | Eintrag auf stolpersteine-hamburg.de                                                                 |
| Hamburger Berg 14 ·                          | Tin Lam Chong                          | Hier wohnte Chong Tin Lam Jg. 1907 verhaftet 13.5.1944 Fluchthilfe KZ Fuhlsbüttel befreit                                                                                        |        | Eintrag auf stolpersteine-hamburg.de                                                                 |
| Hamburger Berg 15 ·                          | Hermann Beckers                        | Hier wohnte Hermann Beckers Jg. 1923 verhaftet Jan. 1941 Sachsenhausen 1941 Gross-Rosen 'verlegt' 17.3.1942 Bernburg ermordet 17.3.1942                                          |        | Eintrag auf stolpersteine-hamburg.de                                                                 |
| Hans-Albers-Platz 5 ·                        | Friedrich Pamp                         | Hier wohnte Friedrich Pamp Jg. 1913 verhaftet 1935 KZ Fuhlsbüttel 1938 Emslandlager 'Frontbewährung' tot 22.12.1944                                                              |        | Eintrag auf stolpersteine-hamburg.de                                                                 |
| Hans-Albers-Platz 17 ·                       | Carl Biskupitzer                       | Hier wohnte Carl Biskupitzer Jg. 1882 deportiert 1941 Minsk ermordet |        | Eintrag auf stolpersteine-hamburg.de                                                                 |
| Hans-Albers-Platz 17 ·                       | Else Biskupitzer geb. Henoch           | Hier wohnte Else Biskupitzer geb. Henoch Jg. 1890 deportiert 1941 Minsk ermordet                                                                                                 |        | Eintrag auf stolpersteine-hamburg.de                                                                 |
| Hein-Hoyer-Straße 24 ·                       | Siegfried Liebreich                    | Hier wohnte Siegfried Liebreich Jg. 1873 deportiert 1942 Theresienstadt ermordet 10.11.1942                                                                                      |        | Eintrag auf stolpersteine-hamburg.de                                                                 |
| Hein-Hoyer-Straße 57 ·                       | Hertha Groth                           | Hier wohnte Hertha Groth Jg. 1894 eingewiesen 1916 Alsterdorfer Anstalten 'verlegt' 16.8.1943 'Heilanstalt' Am Steinhof/Wien ermordet 10.12.1943                                 |        | Eintrag auf stolpersteine-hamburg.de                                                                 |
| Hein-Hoyer-Straße 63 ·                       | Betty Worms geb. Gumpel                | Hier wohnte Betty Worms geb. Gumpel Jg. 1871 deportiert 1942 Theresienstadt ermordet 1.12.1942                                                                                   |        | Eintrag auf stolpersteine-hamburg.de                                                                 |
| Hein-Hoyer-Straße 66 ·                       | Adolf Fünfstück                        | Hier wohnte Adolf Fünfstück Jg. 1883 verhaftet 1938 und 1941<sic!> 1941 KZ Fuhlsbüttel KZ Neuengamme ermordet 20.1.1942                                                          |        | Eintrag auf stolpersteine-hamburg.de                                                                 |
| Herrenweide 13 ·                             | Alfred Kästel                          | Hier wohnte Alfred Kästel Jg. 1879 mehrmals verhaftet Neuengamme ermordet 5.11.1944                                                                                              |        | Eintrag auf stolpersteine-hamburg.de                                                                 |
| Herrenweide 17 ·                             | Mikel Kairies                          | Hier wohnte Mikel Kairies Jg. 1872 eingewiesen 1939 Alsterdorfer Anstalten ‚verlegt‘ 10.8.1943 ‚Heilanstalt‘ Mainkofen ermordet 9.5.1944                                         |        | Eintrag auf stolpersteine-hamburg.de                                                                 |
| Herrenweide 23 ·                             | Jakob Simons                           | Hier wohnte Jakob Simons Jg. 1938 deportiert 1941 ermordet in Riga |        | Eintrag auf stolpersteine-hamburg.de                                                                 |
| Herrenweide 23 ·                             | Max Simons                             | Hier wohnte Max Simons Jg. 1901 Flucht 1940 Holland interniert Westerbork deportiert 1943 Sobibor ermordet 16.4.1943                                                             |        | Eintrag auf stolpersteine-hamburg.de                                                                 |
| Herrenweide 23 ·                             | Szajudla Simons geb. Grinfeld          | Hier wohnte Szajudla Simons geb. Grinfeld Jg. 1913 deportiert 1941 ermordet in Riga                                                                                              |        | Eintrag auf stolpersteine-hamburg.de                                                                 |
| Karolinenstraße 3 ·                          | Wilhelm Polak                          | Hier wohnte Wilhelm Polak Jg. 1887 deportiert 1943 Auschwitz ermordet |        | Eintrag auf stolpersteine-hamburg.de                                                                 |
| Karolinenstraße 4 ·                          | Alex Löwenberg                         | Hier wohnte Alex Löwenberg Jg. 1862 deportiert 1942 Theresienstadt ermordet 17.9.1943                                                                                            |        | Eintrag auf stolpersteine-hamburg.de                                                                 |
| Karolinenstraße 4 ·                          | Louise Löwenberg geb. Isenstein        | Hier wohnte Louise Löwenberg geb. Isenstein Jg. 1866 deportiert 1942 Theresienstadt ermordet 3.2.1943                                                                            |        | Eintrag auf stolpersteine-hamburg.de                                                                 |
| Karolinenstraße 5 ·                          | Edith Gerechter geb. Fliess            | Hier wohnte Edith Gerechter geb. Fliess Jg. 1893 deportiert 1941 Minsk ??? |        | Eintrag auf stolpersteine-hamburg.de                                                                 |
| Karolinenstraße 5 ·                          | Hugo Gerechter                         | Hier wohnte Hugo Gerechter Jg. 1891 deportiert 1941 Minsk ??? |        | Eintrag auf stolpersteine-hamburg.de                                                                 |
| Karolinenstraße 5 ·                          | Erich Joseph Littmann                  | Hier wohnte Erich Joseph Littmann Jg. 1925 deportiert 1941 Riga ermordet 21.2.1945 KZ Natzweiler                                                                                 |        | Eintrag auf stolpersteine-hamburg.de                                                                 |
| Karolinenstraße 5 ·                          | Lotte Littmann                         | Hier wohnte Lotte Littmann Jg. 1920 deportiert 1941 Riga 1944 Stutthof ermordet                                                                                                  |        | Eintrag auf stolpersteine-hamburg.de                                                                 |
| Karolinenstraße 5 ·                          | Sora Sonja Littmann geb. Tschertaryski | Hier wohnte Sora Sonja Littmann geb. Tschertaryski Jg. 1894 deportiert 1941 Riga ermordet                                                                                        |        | Eintrag auf stolpersteine-hamburg.de                                                                 |
| Karolinenstraße 6 ·                          | Sidonie Simonsohn geb. Fried           | Hier wohnte Sidonie Simonsohn geb. Fried Jg. 1880 deportiert 1942 Theresienstadt ermordet 7.8.1944                                                                               |        | Eintrag auf stolpersteine-hamburg.de                                                                 |
| Karolinenstraße 6 ·                          | Helene Lievendag geb. Sander           | Hier wohnte Helene Lievendag geb. Sander Jg. 1873 Flucht 1938 Holland interniert Westerbork deportiert 1943 Sobibor ermordet 30.4.1943                                           |        | Eintrag auf stolpersteine-hamburg.de                                                                 |
| Karolinenstraße 22 ·                         | Jenny Blumenthal geb. Bandmann         | Hier wohnte Jenny Blumenthal geb. Bandmann Jg. 1886 deportiert 1941 Łodz/Litzmannstadt 1942 Chełmno/Kulmhof ermordet Mai 1942                                                    |        | Eintrag auf stolpersteine-hamburg.de                                                                 |
| Karolinenstraße 22 ·                         | Markus Blumenthal                      | Hier wohnte Markus Blumenthal Jg. 1879 'Schutzhaft' 1938 Gefängnis Fuhlsbüttel deportiert 1941 Łodz/Litzmannstadt 1942 Chełmno/Kulmhof ermordet Mai 1942                         |        | Eintrag auf stolpersteine-hamburg.de                                                                 |
| Karolinenstraße 24 ·                         | Elisabeth Mendelsohn                   | Hier wohnte Elisabeth Mendelsohn Jg. 1902 deportiert 1941 ermordet in Riga |        | Eintrag auf stolpersteine-hamburg.de                                                                 |
| Karolinenstraße 27–28 ·                      | Gustav Spiegel                         | Hier wohnte Gustav Spiegel Jg. 1896 deportiert 1941 ermordet in Minsk |        | Eintrag auf stolpersteine-hamburg.de                                                                 |
| Karolinenstraße 27–28 ·                      | Marga Spiegel                          | Hier wohnte Marga Spiegel Jg. 1931 deportiert 1941 ermordet in Minsk |        | Eintrag auf stolpersteine-hamburg.de                                                                 |
| Karolinenstraße 27–28 ·                      | Rita Spiegel                           | Hier wohnte Rita Spiegel Jg. 1929 deportiert 1941 ermordet in Minsk |        | Eintrag auf stolpersteine-hamburg.de                                                                 |
| Karolinenstraße 27–28 ·                      | Rosalie Spiegel geb. Wolff             | Hier wohnte Rosalie Spiegel geb. Wolff Jg. 1899 deportiert 1941 ermordet in Minsk                                                                                                |        | Eintrag auf stolpersteine-hamburg.de                                                                 |
| Karolinenstraße 35 ·                         | Alexander Cohen                        | Hier wohnte Alexander Cohen Jg. 1871 deportiert 1942 Theresienstadt tot 5.7.1944                                                                                                 |        | Eintrag auf stolpersteine-hamburg.de                                                                 |
| Karolinenstraße 35 ·                         | Jenny Cohen geb. Hescheles             | Hier wohnte Jenny Cohen geb. Hescheles Jg. 1881 deportiert 1942 Theresienstadt ermordet in Auschwitz                                                                             |        | Eintrag auf stolpersteine-hamburg.de                                                                 |
| Karolinenstraße 35 ·                         | Julius Noah Meyer                      | Hier wohnte Julius Noah Meyer Jg. 1907 deportiert 1942 Theresienstadt ermordet in Auschwitz                                                                                      |        | Eintrag auf stolpersteine-hamburg.de                                                                 |
| Karolinenstraße 35 ·                         | Gerda Meyer geb. Cohen                 | Hier wohnte Gerda Meyer geb. Cohen Jg. 1909 deportiert 1942 Theresienstadt tot 30.4.1944                                                                                         |        | Eintrag auf stolpersteine-hamburg.de                                                                 |
| Karolinenstraße 35 ·                         | Ruth Meyer                             | Hier wohnte Ruth Meyer Jg. 1935 deportiert 1942 Theresienstadt ermordet in Auschwitz                                                                                             |        | Eintrag auf stolpersteine-hamburg.de Ein weiterer Stolperstein befindet sich in Hamburg-Eimsbüttel.  |
| Kastanienallee 9 ·                           | Heinrich Blume                         | Hier wohnte Heinrich Blume Jg. 1919 mehrmals verhaftet zuletzt 1940 KZ Fuhlsbüttel Neuengamme ermordet 27.2.1943                                                                 |        | Eintrag auf stolpersteine-hamburg.de                                                                 |
| Kastanienallee 9 ·                           | Leo Hoffmann                           | Hier wohnte Leo Hoffmann Jg. 1908 KZ Neuengamme ermordet 18.6.1942 |        | Eintrag auf stolpersteine-hamburg.de                                                                 |
| Kleine Freiheit 58 ·                         | Ester Voigt geb. Kaleiner              | Hier wohnte Ester Voigt geb. Kaleiner Jg. 1893 deportiert 1941 ermordet in Riga                                                                                                  |        | Eintrag auf stolpersteine-hamburg.de                                                                 |
| Laeiszstraße 18 ·                            | Friedrich Wüllenweber                  | Hier wohnte Friedrich Wüllenweber Jg. 1904 verhaftet 1933 KZ Fuhlsbüttel 'Vorbereitung zum Hochverrat' misshandelt/gefoltert tot 15.12.1933                                      |        | Eintrag auf stolpersteine-hamburg.de                                                                 |
| Laeiszstraße 19 ·                            | Gerda Jürgensen                        | Hier wohnte Gerda Jürgensen Jg. 1933 eingewiesen 1941 Alsterdorfer Anstalten 'verlegt' 16.8.1943 Am Spiegelgrund 'Kinderfachabteilung' ermordet 4.12.1944                        |        | Eintrag auf stolpersteine-hamburg.de                                                                 |
| Lerchenstraße 15 ·                           | Bertha Dorothea Krämer geb. Hoffmann   | Hier wohnte Bertha D. Krämer geb. Hoffmann Jg. 1870 eingewiesen 1941 Heilanstalt Langenhorn 'verlegt' 6.7.1943 Heilanstalt Hadamar ermordet 12.7.1943                            |        | Eintrag auf stolpersteine-hamburg.de                                                                 |
| Lincolnstraße 9 ·                            | Hugo Hellwig                           | Hier wohnte Hugo Hellwig Jg. 1900 verhaftet 1937 und 1938 1938 KZ Fuhlsbüttel KZ Neuengamme ermordet 28.12.1944                                                                  |        | Eintrag auf stolpersteine-hamburg.de                                                                 |
| Lincolnstraße 9 ·                            | Franz Kaczmarek                        | Hier wohnte Franz Kaczmarek Jg. 1914 mehrmals verhaftet 1939 Fuhlsbüttel ermordet 22.10.1942 Sachsenhausen                                                                       |        | Eintrag auf stolpersteine-hamburg.de                                                                 |
| Marktstraße 5 ·                              | Alice Bloch                            | Hier wohnte Alice Bloch Jg. 1917 deportiert 1942 KZ Ravensbrück ermordet 30.3.1942                                                                                               |        | Eintrag auf stolpersteine-hamburg.de                                                                 |
| Marktstraße 5 ·                              | Camilla Bloch                          | Hier wohnte Camilla Bloch Jg. 1914 mehrmals verhaftet zuletzt 1942 Ravensbrück 'verlegt' 11.3.1942 Bernburg ermordet 11.3.1942                                                   |        | Eintrag auf stolpersteine-hamburg.de                                                                 |
| Marktstraße 5 ·                              | Rosa Bloch geb. Itzig                  | Hier wohnte Rosa Bloch geb. Itzig Jg. 1877 Haft 1938–1939 KZ Fuhlsbüttel ermordet 1.4.1942 Ravensbrück                                                                           |        | Eintrag auf stolpersteine-hamburg.de                                                                 |
| Marktstraße 5 ·                              | Waldemar Bloch                         | Hier wohnte Waldemar Bloch Jg. 1880 verhaftet 1937 'Rassenschande' 'Schutzhaft' 1940 Sachsenhausen ermordet 18.3.1940                                                            |        | Eintrag auf stolpersteine-hamburg.de                                                                 |
| Marktstraße 5 ·                              | Bertha Gangloff geb. Bloch             | Hier wohnte Bertha Gangloff geb. Bloch Jg. 1904 mehrmals verhaftet zuletzt 1939 Ravensbrück 'verlegt' 30.3.1942 Bernburg ermordet 30.3.1942                                      |        | Eintrag auf stolpersteine-hamburg.de                                                                 |
| Marktstraße 5 ·                              | Anni Krümmel geb. Bloch                | Hier wohnte Anni Krümmel geb. Bloch Jg. 1912 verhaftet 1938 Ravensbrück 'verlegt' 30.3.1942 Bernburg ermordet 30.3.1942                                                          |        | Eintrag auf stolpersteine-hamburg.de                                                                 |
| Marktstraße 5 ·                              | Gisela Marcous                         | Hier wohnte Gisela Marcous Jg. 1900 deportiert 1941 Łodz/Litzmannstadt Chełmno/Kulmhof ermordet 10.5.1942                                                                        |        | Eintrag auf stolpersteine-hamburg.de                                                                 |
| Marktstraße 5 ·                              | Haia Sura Marcous geb. Conu            | Hier wohnte Haia Sura Marcous geb. Conu Jg. 1874 deportiert 1941 Łodz/Litzmannstadt ermordet                                                                                     |        | Eintrag auf stolpersteine-hamburg.de                                                                 |
| Marktstraße 5 ·                              | Mina Marcous                           | Hier wohnte Mina Marcous Jg. 1905 eingewiesen Heilanstalt Langenhorn 'verlegt' 27.11.1941 'Heilanstalt' Tiegenhof ermordet 11.9.1941                                             |        | Eintrag auf stolpersteine-hamburg.de                                                                 |
| Marktstraße 40 ·                             | Erich Lorenz                           | Hier wohnte Erich Lorenz Jg. 1916 KZ Neuengamme 1943 ermordet |        | Eintrag auf stolpersteine-hamburg.de                                                                 |
| Marktstraße 44 ·                             | Ellen Cohen                            | Hier wohnte Ellen Cohen Jg. 1926 deportiert 1941 Minsk ermordet |        | Eintrag auf stolpersteine-hamburg.de                                                                 |
| Marktstraße 44 ·                             | Edith Mirjam Cohen                     | Hier wohnte Edith Mirjam Cohen Jg. 1936 deportiert 1941 Minsk ermordet |        | Eintrag auf stolpersteine-hamburg.de                                                                 |
| Marktstraße 44 ·                             | Hermann Cohen                          | Hier wohnte Hermann Cohen Jg. 1928 deportiert 1941 Minsk ermordet |        | Eintrag auf stolpersteine-hamburg.de                                                                 |
| Marktstraße 44 ·                             | Kurt Cohen                             | Hier wohnte Kurt Cohen Jg. 1930 deportiert 1941 Minsk ermordet |        | Eintrag auf stolpersteine-hamburg.de                                                                 |
| Marktstraße 44 ·                             | Max Cohen                              | Hier wohnte Max Cohen Jg. 1934 deportiert 1941 Minsk ermordet |        | Eintrag auf stolpersteine-hamburg.de                                                                 |
| Marktstraße 44 ·                             | Meta Cohen geb. Rosenthal              | Hier wohnte Meta Cohen geb. Rosenthal Jg. 1902 deportiert 1941 Minsk ermordet |        | Eintrag auf stolpersteine-hamburg.de                                                                 |
| Marktstraße 44 ·                             | Brigitte Salomon                       | Hier wohnte Brigitte Salomon Jg. 1933 deportiert 1941 ermordet in Minsk |        | Eintrag auf stolpersteine-hamburg.de                                                                 |
| Marktstraße 44 ·                             | Curt Salomon                           | Hier wohnte Curt Salomon Jg. 1905 Flucht 1933 Holland deportiert 1941 ermordet in Minsk                                                                                          |        | Eintrag auf stolpersteine-hamburg.de                                                                 |
| Marktstraße 44 ·                             | Hans-Joachim Salomon                   | Hier wohnte Hans-Joachim Salomon Jg. 1936 deportiert 1941 ermordet in Minsk |        | Eintrag auf stolpersteine-hamburg.de                                                                 |
| Marktstraße 44 ·                             | Rosa Salomon geb. Urbach               | Hier wohnte Rosa Salomon geb. Urbach Jg. 1902 deportiert 1941 ermordet in Minsk                                                                                                  |        | Eintrag auf stolpersteine-hamburg.de                                                                 |
| Marktstraße 93 ·                             | Anna Paulsen geb. Harrsen              | Hier wohnte Anna Paulsen geb. Harrsen Jg. 1857 eingewiesen 1914 Heilanstalt Langenhorn 'verlegt' 16.8.1943 Heilanstalt Am Steinhof/Wien ermordet 27.12.1943                      |        | Eintrag auf stolpersteine-hamburg.de                                                                 |
| Marktstraße 94 ·                             | Anna Croner                            | Hier wohnte Anna Croner Jg. 1914 verhaftet 1940 Neuengamme 1941 Ravensbrück ermordet 20.3.1942 'Heilanstalt' Bernburg                                                            |        | Eintrag auf stolpersteine-hamburg.de                                                                 |
| Marktstraße 94 ·                             | Jenny Croner geb. Meyer                | Hier wohnte Jenny Croner geb. Meyer Jg. 1880 deportiert 1941 Łodz 1942 Chelmno ermordet                                                                                          |        | Eintrag auf stolpersteine-hamburg.de                                                                 |
| Marktstraße 94 ·                             | Leopold Croner                         | Hier wohnte Leopold Croner Jg. 1916 verhaftet 1941 KZ Fuhlsbüttel Neuengamme ermordet 11.6.1942                                                                                  |        | Eintrag auf stolpersteine-hamburg.de                                                                 |
| Marktstraße 94 ·                             | Meta Croner                            | Hier wohnte Meta Croner Jg. 1920 verhaftet 1941 KZ Fuhlsbüttel Polizeigefängnis Hütten Ravensbrück ermordet 20.10.1942                                                           |        | Eintrag auf stolpersteine-hamburg.de                                                                 |
| Marktstraße 94 ·                             | Nathan Dan Croner                      | Hier wohnte Nathan Dan Croner Jg. 1939 deportiert 1942 ermordet in Auschwitz |        | Eintrag auf stolpersteine-hamburg.de                                                                 |
| Marktstraße 94 ·                             | Ruth Croner                            | Hier wohnte Ruth Croner Jg. 1911 deportiert 1941 Łodz ermordet 14.6.1942 |        | Eintrag auf stolpersteine-hamburg.de                                                                 |
| Marktstraße 104 ·                            | Bertha Schreiber geb. Rothschild       | Hier wohnte Bertha Schreiber geb. Rothschild Jg. 1866 deportiert 1942 Theresienstadt ermordet 4.7.1944                                                                           |        | Eintrag auf stolpersteine-hamburg.de                                                                 |
| Marktstraße 104 ·                            | Leopold Schreiber                      | Hier wohnte Leopold Schreiber Jg. 1907 'Schutzhaft' 1938 Sachsenhausen deportiert 1941 Lodz/Litzmannstadt ermordet 7.7.1942                                                      |        | Eintrag auf stolpersteine-hamburg.de                                                                 |
| Marktstraße 104 ·                            | Ernestine Wolff geb. Rothschild        | Hier wohnte Ernestine Wolff geb. Rothschild Jg. 1862 deportiert 1942 Theresienstadt ermordet 20.1.1944                                                                           |        | Eintrag auf stolpersteine-hamburg.de                                                                 |
| Marktstraße 114 ·                            | Emil Isenberg                          | Hier wohnte Emil Isenberg Jg. 1887 'Schutzhaft' 1940 Gefängnis Fuhlsbüttel deportiert 1943 Auschwitz ermordet 22.1.1943                                                          |        | Eintrag auf stolpersteine-hamburg.de                                                                 |
| Marktstraße 136A ·                           | Siegfried Schieren                     | Hier wohnte Siegfried Schieren Jg. 1901 verhaftet 16.2.1938 Feindbegünstigung Buchenwald deportiert 1942 Auschwitz ermordet 15.11.1942                                           |        | Eintrag auf stolpersteine-hamburg.de                                                                 |
| Marktstraße 139 ·                            | Clara Löwenburg geb. Lichtenstein      | Hier wohnte Clara Löwenburg geb. Lichtenstein Jg. 1880 deportiert 1941 ermordet in Minsk                                                                                         |        | Eintrag auf stolpersteine-hamburg.de                                                                 |
| Neuer Pferdemarkt 7 ·                        | Emma Friedheim geb. Müller             | Hier wohnte Emma Friedheim geb. Müller Jg. 1877 gedemütigt/entrechtet Flucht in den Tod 21.7.1940                                                                                |        | Eintrag auf stolpersteine-hamburg.de                                                                 |
| Ölmühle Ecke Marktweg ·                      | Hilda Behrens geb. Rothenhagen         | Hier wohnte Hilda Behrens geb. Rothenhagen Jg. 1906 eingewiesen 1935 Alsterdorfer Anstalten 'verlegt' 16.8.1943 'Heilanstalt' Am Steinhof/Wien tot 15.11.1945                    |        | Eintrag auf stolpersteine-hamburg.de                                                                 |
| Ölmühle Ecke Marktweg ·                      | Albertine Helwig                       | Hier wohnte Albertine Helwig Jg. 1862 eingewiesen 1935 Alsterdorfer Anstalten 'verlegt' 16.8.1943 'Heilanstalt' Am Steinhof/Wien ermordet 18.8.1943                              |        | Eintrag auf stolpersteine-hamburg.de                                                                 |
| Ölmühle 9 ·                                  | Ellen Goldstein geb. Alexander         | Hier wohnte Ellen Goldstein geb. Alexander Jg. 1876 deportiert 1941 Łodz/Litzmannstadt ermordet 4.5.1942                                                                         |        | Eintrag auf stolpersteine-hamburg.de                                                                 |
| Ölmühle 9 ·                                  | Kurt Sally Goldstein                   | Hier wohnte Kurt Sally Goldstein Jg. 1878 deportiert 1941 Łodz/Litzmannstadt ermordet 27.4.1942                                                                                  |        | Eintrag auf stolpersteine-hamburg.de                                                                 |
| Otzenstraße 3 (ehem. Paulstraße) ·           | Egmont Cohn                            | Hier wohnte Egmont Cohn Jg. 1900 deportiert 1941 ermordet in Riga |        | Eintrag auf stolpersteine-hamburg.de                                                                 |
| Otzenstraße 3 (ehem. Paulstraße) ·           | Erna Cohn geb. Müller                  | Hier wohnte Erna Cohn geb. Müller Jg. 1897 deportiert 1941 ermordet in Riga |        | Eintrag auf stolpersteine-hamburg.de                                                                 |
| Otzenstraße 3 (ehem. Paulstraße) ·           | Anton Müller                           | Hier wohnte Anton Müller Jg. 1908 eingewiesen 1940 Heilanstalt Langenhorn 'verlegt' 23.9.1940 Brandenburg ermordet 23.9.1940 'Aktion T4'                                         |        | Eintrag auf stolpersteine-hamburg.de                                                                 |
| Otzenstraße 3 (ehem. Paulstraße) ·           | Emma Anna Müller geb. Singer           | Hier wohnte Emma Anna Müller geb. Singer Jg. 1878 deportiert 1941 ermordet in Minsk                                                                                              |        | Eintrag auf stolpersteine-hamburg.de                                                                 |
| Paulinenstraße 16 ·                          | Harry Arronge                          | Hier wohnte Harry Arronge Jg. 1881 deportiert 1941 Minsk ermordet in Mauthausen                                                                                                  |        | Eintrag auf stolpersteine-hamburg.de                                                                 |
| Paulinenstraße 16 ·                          | Paulina Arronge geb. Bohrmann          | Hier wohnte Paulina Arronge geb. Bohrmann Jg. 1880 deportiert 1941 ermordet in Minsk                                                                                             |        | Eintrag auf stolpersteine-hamburg.de                                                                 |
| Paulinenstraße 16 ·                          | Martha Ehrenbaum                       | Hier wohnte Martha Ehrenbaum Jg. 1885 verhaftet 1940 KZ Fuhlsbüttel deportiert 1941 Łodz 1942 Chelmno ermordet                                                                   |        | Eintrag auf stolpersteine-hamburg.de                                                                 |
| Paulinenstraße 16 ·                          | Frieda Silberstein geb. Mehlhausen     | Hier wohnte Frieda Silberstein geb. Mehlhausen Jg. 1888 deportiert 1941 ermordet in Minsk                                                                                        |        | Eintrag auf stolpersteine-hamburg.de                                                                 |
| Paulinenstraße 16 ·                          | Leo Silberstein                        | Hier wohnte Leo Silberstein Jg. 1878 verhaftet 1938 KZ Fuhlsbüttel 1939 Sachsenhausen deportiert 1941 ermordet in Minsk                                                          |        | Eintrag auf stolpersteine-hamburg.de                                                                 |
| Paulinenstraße 16 ·                          | David Arthur Westfeld                  | Hier wohnte David Arthur Westfeld Jg. 1885 deportiert 1941 Lodz/Litzmannstadt ermordet 2.7.1942                                                                                  |        | Eintrag auf stolpersteine-hamburg.de                                                                 |
| Reeperbahn 1 ·                               | Annita Urich Sass geb. Italiener       | Annita Urich Sass geb. Italiener Jg. 1863 deportiert 1942 Theresienstadt ermordet 18.12.1942                                                                                     |        | Eintrag auf stolpersteine-hamburg.de                                                                 |
| Reeperbahn 1 ·                               | Hermann Urich Sass                     | Hier arbeitete Hermann Urich Sass Jg. 1887 gedemütigt/entrechtet Flucht in den Tod 27.1.1933                                                                                     |        | Eintrag auf stolpersteine-hamburg.de                                                                 |
| Reeperbahn 1 ·                               | Hermann Urich Sass                     | Hier stand von 1927 bis 1942 das Schauburg Kino des Konzerns Henschel Film Theater Hermann Urich Sass arisiert 4.5.1942 ausgebombt                                               |        | |
| Reeperbahn 15 ·                              | Anna Reichmann                         | Hier wohnte Anna Reichmann Jg. 1896 Flucht Holland deportiert 1942 ermordet in Auschwitz                                                                                         |        | Eintrag auf stolpersteine-hamburg.de                                                                 |
| Reeperbahn 15 ·                              | Berta Reichmann geb. Klein             | Hier wohnte Berta Reichmann geb. Klein Jg. 1862 Flucht Holland deportiert 1942 ermordet in Auschwitz                                                                             |        | Eintrag auf stolpersteine-hamburg.de                                                                 |
| Reeperbahn 15 ·                              | Markela Reichmann                      | Hier wohnte Markela Reichmann Jg. 1892 Flucht Holland deportiert 1942 ermordet in Auschwitz                                                                                      |        | Eintrag auf stolpersteine-hamburg.de                                                                 |
| Reeperbahn 15 ·                              | Theodor David Reichmann                | Hier wohnte Theodor David Reichmann Jg. 1897 Flucht Holland deportiert 1942 ermordet in Auschwitz                                                                                |        | Eintrag auf stolpersteine-hamburg.de                                                                 |
| Reeperbahn 100 ·                             | Friedrich Glaser                       | Hier wohnte Dr. Friedrich Glaser Jg. 1888 deportiert 1942 Theresienstadt 1944 Auschwitz ermordet                                                                                 |        | Eintrag auf stolpersteine-hamburg.de                                                                 |
| Reeperbahn 100 ·                             | Olga Glaser geb. Fränkel               | Hier wohnte Olga Glaser geb. Fränkel Jg. 1892 deportiert 1942 Theresienstadt tot 10.4.1943                                                                                       |        | Eintrag auf stolpersteine-hamburg.de                                                                 |
| Reeperbahn 139 ·                             | Erich Hoffmann                         | Hier wohnte Erich Hoffmann Jg. 1885 MdHB 1922–1927 im Widerstand/KPD verhaftet 1936 KZ Fuhlsbüttel Flucht in den Tod 7. Juli 1936                                                |        | Eintrag auf stolpersteine-hamburg.de                                                                 |
| Reeperbahn 140 ·                             | Henny Rothstein geb. Grünberg          | Hier wohnte Henny Rothstein geb. Grünbaum Jg. 1872 deportiert 1942 Theresienstadt 1942 Treblinka ermordet                                                                        |        | Eintrag auf stolpersteine-hamburg.de                                                                 |
| Reeperbahn 141 ·                             | Jacob Rhein                            | Hier wohnte Jacob Rhein Jg. 1883 inhaftiert KZ Neuengamme ermordet 2.1.1943 |        | Eintrag auf stolpersteine-hamburg.de                                                                 |
| Reeperbahn 149 ·                             | Meta Rosenthal geb. Fries              | Hier wohnte Meta Rosenthal geb. Fries Jg. 1875 gedemütigt/entrechtet Flucht in den Tod 28.11.1935                                                                                |        | Eintrag auf stolpersteine-hamburg.de                                                                 |
| Reeperbahn Ecke Große Freiheit ·             | Alfred Alexander                       | Hier wohnte Dr. Alfred Alexander Jg. 1888 verhaftet 1938 Zuchthaus Oslebshausen Flucht 1941 Kuba tot Oktober 1943                                                                |        | Eintrag auf stolpersteine-hamburg.de                                                                 |
| Reeperbahn Ecke Große Freiheit ·             | Franziska Alexander geb. Grüner        | Hier wohnte Franziska Alexander geb. Grüner Jg. 1890 deportiert 1941 Minsk ???                                                                                                   |        | Eintrag auf stolpersteine-hamburg.de                                                                 |
| Rendsburger Straße 7 ·                       | Max Kaufmann                           | Hier wohnte Max Kaufmann Jg. 1888 eingewiesen 1929 Heilanstalt Langenhorn 'verlegt' 23.9.1940 Brandenburg ermordet 23.9.1940 'Aktion T4'                                         |        | Eintrag auf stolpersteine-hamburg.de                                                                 |
| Rendsburger Straße 9 ·                       | Heinrich Bauer                         | Hier wohnte Heinrich Bauer Jg. 1902 mehrmals verhaftet zuletzt 1940 KZ Fuhlsbüttel Buchenwald ermordet 18.5.1942 Ravensbrück                                                     |        | Eintrag auf stolpersteine-hamburg.de                                                                 |
| Rendsburger Straße 14 ·                      | Sara Senta Kohn geb. Polack            | Hier wohnte Sara Senta Kohn geb. Polack Jg. 1893 deportiert 1942 Theresienstadt ermordet 6.9.1942                                                                                |        | Eintrag auf stolpersteine-hamburg.de                                                                 |
| Rendsburger Straße 14 ·                      | Siegfrid Denny Kohn                    | Hier wohnte Siegfrid Denny Kohn Jg. 1885 deportiert 1942 Theresienstadt 1944 Auschwitz ermordet                                                                                  |        | Eintrag auf stolpersteine-hamburg.de                                                                 |
| Schmuckstraße Ecke Talstraße ·               | Fook Cheong                            | Cheong Fook Jg. 1913 Arbeitserziehungslager Wilhelmsburg tot 23.1.1945 |        | Eintrag auf stolpersteine-hamburg.de                                                                 |
| Schmuckstraße Ecke Talstraße ·               | Sam San Chung                          | Chung Sam San Jg. 1883 Arbeitserziehungslager Wilhelmsburg tot 20.9.1944 |        | Eintrag auf stolpersteine-hamburg.de                                                                 |
| Schmuckstraße Ecke Talstraße ·               | Ying Chung                             | Chung Ying Jg. 1898 Arbeitserziehungslager Wilhelmsburg tot 13.11.1944 |        | Eintrag auf stolpersteine-hamburg.de                                                                 |
| Schmuckstraße Ecke Talstraße ·               | Bau Chan Ho                            | Ho Bau Chan Jg. 1897 Arbeitserziehungslager Wilhelmsburg tot 22.10.1944 |        | Eintrag auf stolpersteine-hamburg.de                                                                 |
| Schmuckstraße Ecke Talstraße ·               | Tau Ah King                            | King Tau Ah Jg. 1904 Lager Flakturm Billbrook tot 28.11.1944 |        | Eintrag auf stolpersteine-hamburg.de                                                                 |
| Schmuckstraße Ecke Talstraße ·               | Po Lim                                 | Lim Po Jg. 1880 Arbeitserziehungslager Wilhelmsburg tot 20.10.1944 |        | Eintrag auf stolpersteine-hamburg.de                                                                 |
| Schmuckstraße Ecke Talstraße ·               | Ying Shiu                              | Shiu Ying Jg. 1896 tot 26.1.1945 |        | Eintrag auf stolpersteine-hamburg.de                                                                 |
| Schmuckstraße Ecke Talstraße ·               | Yip Shing                              | Shing Yip Jg. 1907 Lager Flakturm Billbrook tot 28.11.1944 |        | Eintrag auf stolpersteine-hamburg.de                                                                 |
| Schmuckstraße Ecke Talstraße ·               | John Shung                             | Shung John Jg. 1887 tot 5.10.1944 |        | Eintrag auf stolpersteine-hamburg.de                                                                 |
| Schmuckstraße Ecke Talstraße ·               | Tang Hoo Nam                           | Tang Hoo Nam Jg. 1910 Arbeitserziehungslager Wilhelmsburg tot 3.11.1944 |        | Eintrag auf stolpersteine-hamburg.de                                                                 |
| Schmuckstraße Ecke Talstraße ·               | Foo Tun Ting                           | Ting Foo Tun Jg. 1918 tot 29.11.1944 |        | Eintrag auf stolpersteine-hamburg.de                                                                 |
| Schmuckstraße Ecke Talstraße ·               | Liang Wong                             | Wong Liang Jg. 1904 Arbeitserziehungslager Wilhelmsburg tot 28.2.1945 |        | Eintrag auf stolpersteine-hamburg.de                                                                 |
| Schmuckstraße Ecke Talstraße ·               | Fung Fa Young                          | Young Fung Fa Jg. 1914 tot 14.2.1943 |        | Eintrag auf stolpersteine-hamburg.de                                                                 |
| Schmuckstraße 6 (ggü. Nr. 5) ·               | Arthur Krebs                           | Hier wohnte Arthur Krebs Jg. 1893 verhaftet 1938 Sachsenhausen deportiert 1941 Łodz ermordet                                                                                     |        | Eintrag auf stolpersteine-hamburg.de                                                                 |
| Schmuckstraße 6 (ggü. Nr. 5) ·               | Albert Plessner                        | Hier wohnte Albert Plessner Jg. 1892 deportiert 1941 Minsk ermordet |        | Eintrag auf stolpersteine-hamburg.de                                                                 |
| Schmuckstraße 7 ·                            | Kien Lie Woo                           | Hier wohnte Woo Lie Kien Jg. 1885 verhaftet Juni 1944 Gefängnis Fuhlsbüttel von Gestapo misshandelt tot 23.11.1944                                                               |        | Eintrag auf stolpersteine-hamburg.de                                                                 |
| Schmuckstraße 40 ·                           | Danshan Ho                             | Hier wohnte Ho Danshan verhaftet Mai 1944 Arbeitserziehungslager Wilhelmsburg ermordet 22.10.1944                                                                                |        | Eintrag auf stolpersteine-hamburg.de                                                                 |
| Seewartenstraße 10 ·                         | Gerhard Junke                          | Gerhard Junke Jg. 1913 eingewiesen 1935 'Heil- und Pflegeanstalt' Langenhorn sterilisiert und kastriert ermordet 17.8.1943 Meseritz-Obrawalde                                    |        | Eintrag auf stolpersteine-hamburg.de Ein weiterer Stolperstein befindet sich in Hamburg-Langenhorn.  |
| Seilerstraße 17 ·                            | Bruno Müller                           | Hier wohnte Bruno Müller Jg. 1898 verhaftet 1936 KZ Natzweiler ermordet 30.7.1941                                                                                                |        | Eintrag auf stolpersteine-hamburg.de                                                                 |
| Seilerstraße 17 ·                            | Werner Schmidt                         | Hier wohnte Werner Schmidt Jg. 1918 verhaftet 1938 KZ Fuhlsbüttel tot an Haftfolgen 28.8.1941                                                                                    |        | Eintrag auf stolpersteine-hamburg.de                                                                 |
| Seilerstraße 20 ·                            | Herbert Becker                         | Hier wohnte Herbert Becker Jg. 1927 eingewiesen 1930 Alsterdorfer Anstalten 'verlegt' 1943 Heilanstalt Mainkofen 29.5.1945 tot an den Folgen                                     |        | Eintrag auf stolpersteine-hamburg.de                                                                 |
| Seilerstraße 22 ·                            | Egele Damitt                           | Hier wohnte Egele Damitt Jg. 1916 deportiert 1941 Minsk ermordet |        | Eintrag auf stolpersteine-hamburg.de                                                                 |
| Seilerstraße 22 ·                            | Minna Grünewald                        | Hier wohnte Minna Grünewald Jg. 1881 deportiert 1941 Riga-Jungfernhof ermordet                                                                                                   |        | Eintrag auf stolpersteine-hamburg.de                                                                 |
| Seilerstraße 22 ·                            | Aranka Fuchs verh. Wilde               | Hier wohnte Aranka Fuchs verh. Wilde Jg. 1909 deportiert 1943 Theresienstadt 1944 Auschwitz ermordet                                                                             |        | Eintrag auf stolpersteine-hamburg.de                                                                 |
| Seilerstraße 22 ·                            | Erna Fuchs                             | Hier wohnte Erna Fuchs Jg. 1913 deportiert 1943 Theresienstadt 1943 Auschwitz befreit                                                                                            |        | Eintrag auf stolpersteine-hamburg.de                                                                 |
| Seilerstraße 22 ·                            | Irma Fuchs                             | Hier wohnte Irma Fuchs Jg. 1902 Flucht 1938 England |        | Eintrag auf stolpersteine-hamburg.de                                                                 |
| Seilerstraße 22 ·                            | Marianne Fuchs                         | Hier wohnte Marianne Fuchs Jg. 1900 Flucht 1939 USA |        | Eintrag auf stolpersteine-hamburg.de                                                                 |
| Seilerstraße 22 ·                            | Philipp Fuchs                          | Hier wohnte Philipp Fuchs Jg. 1875 deportiert 1943 Theresienstadt ermordet in Auschwitz                                                                                          |        | Eintrag auf stolpersteine-hamburg.de                                                                 |
| Seilerstraße 22 ·                            | Selma Fuchs geb. Heilbut               | Hier wohnte Selma Fuchs geb. Heilbut Jg. 1876 gedemütigt/entrechtet tot 6.3.1943                                                                                                 |        | Eintrag auf stolpersteine-hamburg.de                                                                 |
| Seilerstraße 33 ·                            | Henriette Biedermann geb. Weinberger   | Hier wohnte Henriette Biedermann geb. Weinberger Jg. 1857 deportiert 1942 Theresienstadt ermordet 25.8.1942                                                                      |        | Eintrag auf stolpersteine-hamburg.de                                                                 |
| Seilerstraße 33 ·                            | Joel Julius Biedermann                 | Hier wohnte Joel Julius Biedermann Jg. 1860 deportiert 1942 Theresienstadt ermordet 3.5.1944                                                                                     |        | Eintrag auf stolpersteine-hamburg.de                                                                 |
| Seilerstraße 36 ·                            | Lieselotte Drescher                    | Hier wohnte Lieselotte Drescher Jg. 1922 eingewiesen 1927 Alsterdorfer Anstalten 'verlegt' 1943 Heilanstalt Steinhof/Wien ermordet 8.8.1944                                      |        | Eintrag auf stolpersteine-hamburg.de                                                                 |
| Seilerstraße 45 ·                            | Irene Hansen geb. Vick                 | Hier wohnte Irene Hansen geb. Vick Jg. 1909 ‚Pflichtarbeit‘ 1940 verweigert verhaftet 15.4.1941 KZ Fuhlsbüttel deportiert 1942 Auschwitz ermordet 19.5.1942                      |        | Eintrag auf stolpersteine-hamburg.de                                                                 |
| Seilerstraße 49 ·                            | Moritz Hergershausen                   | Hier wohnte Moritz Hergershausen Jg. 1881 deportiert 1942 Theresienstadt 1944 Auschwitz ermordet                                                                                 |        | Eintrag auf stolpersteine-hamburg.de                                                                 |
| Seilerstraße 57 ·                            | Jonni Buhr                             | Hier wohnte Jonni Buhr Jg. 1869 verhaftet 1939 'Hochverrat' KZ Fuhlsbüttel tot 21.8.1939                                                                                         |        | Eintrag auf stolpersteine-hamburg.de                                                                 |
| Simon-von-Utrecht-Straße 4a ·                | Rosa Bernstein                         | Hier wohnte Rosa Bernstein Jg. 1865 deportiert 1943 Theresienstadt ermordet 11.3.1944                                                                                            |        | Eintrag auf stolpersteine-hamburg.de                                                                 |
| Simon-von-Utrecht-Straße 4a ·                | Charlotte Friedmann                    | Hier wohnte Dr. Charlotte Friedmann Jg. 1903 gedemütigt/entrechtet Flucht in den Tod 24.2.1939                                                                                   |        | Eintrag auf stolpersteine-hamburg.de Ein weiterer Stolperstein befindet sich in Hamburg-Altona-Nord. |
| Simon-von-Utrecht-Straße 4a ·                | Lea Norden                             | Hier wohnte Lea Norden Jg. 1890 deportiert 1941 Łodz ermordet |        | Eintrag auf stolpersteine-hamburg.de                                                                 |
| Simon-von-Utrecht-Straße 18 ·                | Werner Danjus                          | Hier wohnte Werner Danjus Jg. 1919 seit 1939 mehrmals verhaftet KZ Fuhlsbüttel 1942 Sachsenhausen Dachau ermordet 17.12.1942                                                     |        | Eintrag auf stolpersteine-hamburg.de                                                                 |
| Simon-von-Utrecht-Straße 63 ·                | Erich Apfel                            | Hier wohnte Erich Apfel Jg. 1904 'Schutzhaft' 1938 Gefängnis Fuhlsbüttel 1939 Buchenwald deportiert 1944 Auschwitz 1945 Dachau befreit                                           |        | Eintrag auf stolpersteine-hamburg.de                                                                 |
| Simon-von-Utrecht-Straße 64 ·                | Oskar von Schmeling                    | Hier wohnte Oskar von Schmeling Jg. 1880 mehrmals verhaftet zuletzt 1939 KZ Fuhlsbüttel Sachsenhausen ermordet 5.10.1941                                                         |        | Eintrag auf stolpersteine-hamburg.de                                                                 |
| Simon-von-Utrecht-Straße 65 ·                | Josef Cohen                            | Hier wohnte Josef Cohen Jg. 1917 'Schutzhaft' 1939 KZ Fuhlsbüttel 1941 Gefängnis Emmerich Gefängnis Holstenglacis hingerichtet 26.6.1941                                         |        | Eintrag auf stolpersteine-hamburg.de                                                                 |
| Simon-von-Utrecht-Straße 65 ·                | Elsa Düring geb. Ascher                | Hier wohnte Elsa Düring geb. Ascher Jg. 1895 deportiert 1941 Riga-Jungfernhof ermordet 26.3.1942                                                                                 |        | Eintrag auf stolpersteine-hamburg.de                                                                 |
| Simon-von-Utrecht-Straße 65 ·                | Horst Düring                           | Hier wohnte Horst Düring Jg. 1930 deportiert 1941 Riga-Jungfernhof ermordet 26.3.1942                                                                                            |        | Eintrag auf stolpersteine-hamburg.de                                                                 |
| Simon-von-Utrecht-Straße 65 ·                | Kurt Düring                            | Hier wohnte Kurt Düring Jg. 1937 deportiert 1941 Riga-Jungfernhof ermordet 26.3.1942                                                                                             |        | Eintrag auf stolpersteine-hamburg.de                                                                 |
| Simon-von-Utrecht-Straße 65 ·                | Max Düring                             | Hier wohnte Max Düring Jg. 1892 'Schutzhaft' 1938 Gefängnis Fuhlsbüttel tot 1.6.1939                                                                                             |        | Eintrag auf stolpersteine-hamburg.de                                                                 |
| Simon-von-Utrecht-Straße 66 ·                | Alice Bandmann                         | Hier wohnte Alice Bandmann Jg. 1880 deportiert 1941 ermordet in Łodz |        | Eintrag auf stolpersteine-hamburg.de                                                                 |
| Simon-von-Utrecht-Straße 66 ·                | Herbert Bandmann                       | Hier wohnte Herbert Bandmann Jg. 1888 deportiert 1941 Łodz ermordet 30.3.1942 |        | Eintrag auf stolpersteine-hamburg.de                                                                 |
| Simon-von-Utrecht-Straße 66 ·                | Leo Bandmann                           | Hier wohnte Leo Bandmann Jg. 1900 deportiert 1941 ermordet in Łodz |        | Eintrag auf stolpersteine-hamburg.de                                                                 |
| Simon-von-Utrecht-Straße 66 ·                | Alfred Böddicker                       | Hier wohnte Alfred Böddicker Jg. 1886 verhaftet 1936 KZ Sachsenhausen ermordet 13.8.1942                                                                                         |        | Eintrag auf stolpersteine-hamburg.de                                                                 |
| Simon-von-Utrecht-Straße 66 ·                | Kurt Finkels                           | Hier wohnte Kurt Finkels Jg. 1909 deportiert 1941 ermordet in Minsk |        | Eintrag auf stolpersteine-hamburg.de                                                                 |
| Simon-von-Utrecht-Straße 66 ·                | Margot Finkels geb. Laser              | Hier wohnte Margot Finkels geb. Laser Jg. 1910 deportiert 1941 ermordet in Minsk                                                                                                 |        | Eintrag auf stolpersteine-hamburg.de                                                                 |
| Simon-von-Utrecht-Straße 79 ·                | Joseph Baer                            | Hier wohnte Joseph Baer Jg. 1889 deportiert 1941 ermordet in Minsk |        | Eintrag auf stolpersteine-hamburg.de                                                                 |
| Simon-von-Utrecht-Straße 79 ·                | Heinrich 'Liddy Bacroff'Habitz         | Hier wohnte Heinrich Habitz 'Liddy Bacroff' Jg. 1908 ermordet 6.1.1943 KZ Mauthausen                                                                                             |        | Eintrag auf stolpersteine-hamburg.de                                                                 |
| Simon-von-Utrecht-Straße 89 ·                | Arthur Mannheimer                      | Hier wohnte Arthur Mannheimer Jg. 1885 deportiert 1941 Łodz/Litzmannstadt 1942 Chelmno/Kulmhof ermordet                                                                          |        | Eintrag auf stolpersteine-hamburg.de                                                                 |
| Simon-von-Utrecht-Straße 89 ·                | Gertrud Mannheimer                     | Hier wohnte Gertrud Mannheimer Jg. 1889 deportiert 1941 Łodz/Litzmannstadt 1942 Chelmno/Kulmhof ermordet                                                                         |        | Eintrag auf stolpersteine-hamburg.de                                                                 |
| Simon-von-Utrecht-Straße 90 ·                | Emma Agathe Kohn geb. Levy             | Hier wohnte Emma Agathe Kohn geb. Levy Jg. 1878 deportiert 1942 Theresienstadt ermordet in Auschwitz                                                                             |        | Eintrag auf stolpersteine-hamburg.de                                                                 |
| Simon-von-Utrecht-Straße 94 ·                | Elsa Montag geb. Brager                | Hier wohnte Elsa Montag geb. Brager Jg. 1888 deportiert 1942 ermordet in Auschwitz                                                                                               |        | Eintrag auf stolpersteine-hamburg.de                                                                 |
| St. Pauli Hafenstraße 81 ·                   | Ella Harmstorf                         | Hier wohnte Ella Harmstorf Jg. 1906 eingewiesen 4.8.1943 Heilanstalt Langenhorn 'verlegt' 19.8.1943 Heilanstalt Meseritz-Obrawalde ermordet 30.8.1943                            |        | Eintrag auf stolpersteine-hamburg.de                                                                 |
| St. Pauli Hafenstraße 96 ·                   | Wilhelm Hoeft                          | Hier wohnte Wilhelm Hoeft Jg. 1904 ermordet 1937 KZ Fuhlsbüttel |        | Eintrag auf stolpersteine-hamburg.de                                                                 |
| St. Pauli Hafenstraße zwischen 116 und 120 · | Ludwig Petersen                        | Hier wohnte Ludwig Petersen Jg. 1895 verhaftet 1939 KZ Fuhlsbüttel kastriert ermordet 9.4.1945 Zuchthaus Celle                                                                   |        | Eintrag auf stolpersteine-hamburg.de                                                                 |
| St. Pauli Hafenstraße 126 ·                  | Rudolf Posner                          | Hier wohnte Rudolf Posner Jg. 1909 gedemütigt/entrechtet Flucht in den Tod 15.5.1942                                                                                             |        | Eintrag auf stolpersteine-hamburg.de                                                                 |
| Stresemannstraße 47 · (heute vor Nr. 29)     | Karoline Ornstein geb. Birnbaum        | Hier wohnte Karoline Ornstein geb. Birnbaum Jg. 1870 'Polenaktion' 1938 Bentschen/Zbaszyn ermordet im besetzten Polen                                                            |        | Eintrag auf stolpersteine-hamburg.de Gehweg in St. Pauli, Gebäude seit 2008 in Sternschanze          |
| Stresemannstraße 47 · (heute vor Nr. 29)     | Sali Ornstein                          | Hier wohnte Sali Ornstein Jg. 1901 Flucht 1939 Frankreich interniert Drancy deportiert 1942 Auschwitz ermordet                                                                   |        | Eintrag auf stolpersteine-hamburg.de Gehweg in St. Pauli, Gebäude seit 2008 in Sternschanze          |
| Stresemannstraße 47 · (heute vor Nr. 29)     | Simon Ornstein                         | Hier wohnte Simon Ornstein Jg. 1868 'Polenaktion' 1938 Bentschen/Zbaszyn ermordet im besetzten Polen 1942                                                                        |        | Eintrag auf stolpersteine-hamburg.de Gehweg in St. Pauli, Gebäude seit 2008 in Sternschanze          |
| Talstraße 27 ·                               | Eduard Richard Weinberg                | Hier wohnte Eduard Richard Weinberg Jg. 1876 verhaftet 1941 Gefängnis Hamburg-Harburg Flucht in den Tod 10.7.1942                                                                |        | Eintrag auf stolpersteine-hamburg.de                                                                 |
| Talstraße 47 ·                               | Kurt Hirsch                            | Hier wohnte Kurt Hirsch Jg. 1906 verhaftet 1936 KZ Fuhlsbüttel deportiert 1941 ermordet in Minsk                                                                                 |        | Eintrag auf stolpersteine-hamburg.de                                                                 |
| Talstraße 47 ·                               | Jacob Lübeck                           | Hier wohnte Jacob Lübeck Jg. 1881 verhaftet 1937 mehrere KZ zuletzt 1941 Dachau 'verlegt' 17.2.1942 Hartheim ermordet 17.2.1942                                                  |        | Eintrag auf stolpersteine-hamburg.de                                                                 |
| Talstraße 93 ·                               | Georg Hansen                           | Hier wohnte Georg Hansen Jg. 1884 verhaftet KZ Neuengamme ermordet 22.1.1943 |        | Eintrag auf stolpersteine-hamburg.de                                                                 |
| Thadenstraße 45 ·                            | Minna Geiss geb. Sobe                  | Hier wohnte Minna Geiss geb. Sobe Jg. 1894 deportiert 1942 ermordet in Auschwitz                                                                                                 |        | Eintrag auf stolpersteine-hamburg.de                                                                 |
| Thadenstraße 79 ·                            | Wilhelm Lutz                           | Hier wohnte Wilhelm Lutz Jg. 1909 deportiert 1943 Auschwitz ermordet |        | Eintrag auf stolpersteine-hamburg.de                                                                 |
| Thadenstraße 79 ·                            | Else Rosenbach                         | Hier wohnte Else Rosenbach Jg. 1913 deportiert 1943 Auschwitz ermordet |        | Eintrag auf stolpersteine-hamburg.de                                                                 |
| Thadenstraße 79 ·                            | Johann Rosenbach                       | Hier wohnte Johann Rosenbach Jg. 1935 deportiert 1943 Auschwitz ermordet |        | Eintrag auf stolpersteine-hamburg.de                                                                 |
| Thadenstraße 79 ·                            | Joseph Rosenbach                       | Hier wohnte Joseph Rosenbach Jg. 1940 deportiert 1943 Auschwitz ermordet |        | Eintrag auf stolpersteine-hamburg.de                                                                 |
| Thadenstraße 79 ·                            | Rudolph Rosenbach                      | Hier wohnte Rudolph Rosenbach Jg. 1934 deportiert 1943 Auschwitz ermordet |        | Eintrag auf stolpersteine-hamburg.de                                                                 |
| Trommelstraße Ecke Lincolnstraße ·           | Alfred Siegbert Cohen                  | Hier wohnte Alfred Siegbert Cohen Jg. 1923 deportiert 1941 Łodz ermordet |        | Eintrag auf stolpersteine-hamburg.de                                                                 |
| Trommelstraße Ecke Lincolnstraße ·           | Gustav Joseph Cohen                    | Hier wohnte Gustav Joseph Cohen Jg. 1887 deportiert 1941 Łodz ermordet 2.3.1942                                                                                                  |        | Eintrag auf stolpersteine-hamburg.de                                                                 |
| Wohlwillstraße 2 ·                           | Siegmund Biedermann                    | Hier wohnte Siegmund Biedermann Jg. 1904 verhaftet 1941 KZ Fuhlsbüttel deportiert 1941 Dachau ermordet 11.10.1941                                                                |        | Eintrag auf stolpersteine-hamburg.de                                                                 |
| Wohlwillstraße 9 ·                           | Rosa Halbherr geb. Ronsheim            | Hier wohnte Rosa Halbherr geb. Ronsheim Jg. 1892 deportiert 1941 ermordet in Riga                                                                                                |        | Eintrag auf stolpersteine-hamburg.de                                                                 |
| Wohlwillstraße 9 ·                           | Alfred Simon                           | Hier wohnte Alfred Simon Jg. 1876 deportiert 1941 ermordet in Riga |        | Eintrag auf stolpersteine-hamburg.de                                                                 |